# Проституция в Канаде
Текущие законы о проституции, принятые консервативным правительством в 2014 году, запрещают покупку или рекламу сексуальных услуг. Хотя продажа сексуальных услуг не карается, в некоторых случаях домогательство в общественных местах незаконно.
Это первый случай в истории Канады, когда обмен сексуальных услуг на деньги стал незаконным. Министерство юстиции Канады утверждает, что новая правовая база «отражает значительный сдвиг парадигмы от отношения к проституции как к "неудобству", как это было установлено Верховным судом Канады в Бедфорде, на отношение к проституции как к форме сексуальной эксплуатации, что непропорционально и негативно сказывается на женщинах и девушках ". Организации "секс-работников" утверждают, что новый закон закрепляет и сохраняет вред, наносимый "секс-работникам", поскольку они по-прежнему совершают преступления, хотя существует иммунитет от ареста за материальные выгоды и рекламу. Опрос 2020 года показал, что большинство жителей Канады поддерживают действующее законодательство о проституции.
Новые законы были приняты в ответ на постановление Верховного суда Канады по делу «Канада (AG) против Бедфорда», в котором были признаны неконституционными законы, запрещающие публичные дома, публичное общение с целью проституции и проживание за счет доходов от проституции. Постановление дало канадскому парламенту 12 месяцев на то, чтобы переписать законы о проституции с приостановкой действия, чтобы действующие законы оставались в силе. 6 декабря 2014 года вступили в силу поправки к законодательству, согласно которым покупка секс-услуг стала незаконной.

## Ситуация
Долгое время существовало общее мнение о том, что статус-кво проституции в Канаде был проблематичным, но по поводу того, что следует делать, единого мнения не было. Существует идеологическое разногласие между теми, кто хочет искоренить проституцию (запретительный подход), обычно потому, что они рассматривают её либо как эксплуатирующую, либо как неприемлемую часть общества, и теми, кто выступает за декриминализацию, потому что они рассматривают секс-работников как агентов, а проституцию — как сделку; последние также считают, что запрет поощряет эксплуатацию секс-работников, отказывая им в правовой и нормативной защите. Термин «секс-работа» используется в этой статье как синоним «проституция» в соответствии с Всемирной организацией здравоохранения (ВОЗ, 2001; ВОЗ, 2005) и Организацией Объединённых Наций (ООН, 2006; ЮНЭЙДС, 2002). Правительство Канады консервативного большинства, однако, придерживалось запретительной позиции, как это было изложено в новом законодательстве, принятом в 2014 году.
Хотя обмен секса на деньги был законным на протяжении большей части истории Канады, запрет на деятельность, связанную с секс-торговлей, затруднял занятие проституцией без нарушения какого-либо закона. Это первый случай, когда обмен сексуальных услуг на деньги стал незаконным.